# Brazitrypa paranaensis
Brazitrypa paranaensis is een rechtvleugelig insect uit de familie krekels (Gryllidae). De wetenschappelijke naam van deze soort is voor het eerst geldig gepubliceerd in 2010 door de Mello & Dias.